# 鲍姆霍尔德
鲍姆霍尔德（德語：Baumholder，發音：[baʊmˈhɔldɐ] ⓘ）是德国莱茵兰-普法尔茨州比肯费尔德县的城市，面积69.19平方千米，2023年12月31日人口为4,538人。